# Manganoneptunite
La manganoneptunite è un minerale appartenente al gruppo della neptunite, scoperto nel 1927 isostrutturale con la neptunite con la quale forma una serie. Fino al 2008 era conosciuto come mangan-neptunite.